# Morske lilije
Morske lilije (znanstveno ime Crinoidea) so skupina prvinskih oz. primitivnih iglokožcev, v katero uvrščamo 660 vrst. Ime so dobile po svojih bujnih obarvanih in peresastih telesih. Morske lilije v grobem delimo na pritrjene morske lilije ter prosto plavajoče vlasulje. Pritrjene morske lilije so uspevale predvsem v obdobju paleozoika, dandanes pa obstaja le še kakih 80 vrst, tako da večino morskih lilij predstavljajo vlasulje.

## Telesne značilnosti
Telo morskih lilij delimo na pecelj, kaliks in ramena. Peclji so lahko pri pritrjenih morskih lilijah dolgi do enega metra, pri vlasuljah pa so zakrneli ter imajo številne majhne in gibljive členaste vitice (cire), s katerimi se oprimejo trde podlage. Kaliks, ki je osrednje »telo«, je zvezdasto (radialno) somerno ter ima obliko keliha. V njem se nahajajo drobovje in spolovila, na zgornjem delu sta ustna in zadnjična (analna) odprtina.
Prvotne vrste so imele pet ramen, vendar se pri večini današnjih vrst ramena razcepijo vsaj na dva dela, kar skupaj da 10 ramen. Pri večini danes živečih vrstah, predvsem pri prosto plavajočih vlasuljah, se ramena večkrat razcepijo, tako da nastane skupno tudi do 200 vej. Na ramenih se nahajajo številni peresasti in lepljivi priveski (pinule), s katerimi lovijo hrano, tj. plankton. V območjih, kjer je planktona manj, so ramena bolj razvejana. Mnenja o prehrani morskih lilij so deljena, saj se nekatere vrste, kot je lasasta vlasulja (Antedon bifida), prehranjujejo z organskim drobirjem (detritusom) in ne s planktonom.

## Razmnoževanje in življenjski krog
Pri vseh morskih lilijah sta spola ločena. Oplojevanje je zunanje. Iz oplojenega jajčeca se razvije sodčku podobna ličinka, imenovana radiolarija, ki prosto plava. Po nekaj tednih se pritrdi na morsko dno in se sčasoma preobrazi v končno odraslo obliko.
Podobno kot morske zvezde imajo tudi morske lilije izredne sposobnosti obnavljanja oz. regeneracije poškodovanih ali manjkajočih delov ramen, izgubljenih npr. zaradi napada plenilca. 

## Življenjski prostor in način življenja
Pritrjene morske lilije bivajo povečini v globini 100 m in več. Vlasulje bivajo na različnih globinah, od plitvin pa do globokih območjih. Nekatere vrste v velikem številu bivajo na koralnih grebenih. Vrste, ki bivajo v plitvinah, so povečini nočno aktivne (nokturnalne) živali, ki se podnevi skrivajo med koralami, ponoči pa zapustijo skrivališča in razširijo ramena, da lovijo hrano. Kljub sposobnosti plavanja je ta aktivnost bolj ali manj omejena na izredne razmere in kratke razdalje, npr. ob begu pred plenilcem, tako da so večino časa pritrjene na podlago.
V slovenskem morju živi le sredozemska morska lilija (Antedon mediterranea).